# Bugiada e Mouriscada do São João de Sobrado
A Festa de São João de Sobrado, também conhecida por Bugiada e Mouriscada de Sobrado, é uma manifestação popular tradicional que se realiza anualmente, no dia 24 de junho, sob a invocação de São João, na vila de Sobrado, município de Valongo.
É uma tradição antiquíssima, que se desenrola sob a forma de uma luta entre mouros e cristãos, designados localmente por Mourisqueiros e Bugios, respectivamente.
A Bugiada e Mouriscada é uma representação teatral da lenda. Desenrola-se na rua e os participantes, que habitualmente ultrapassam as sete centenas, são habitantes ou naturais de Sobrado. É, hoje, reconhecida como um riquíssimo fenómeno antropológico e etnográfico e uma das mais importantes festividades de Portugal.

### Concertos

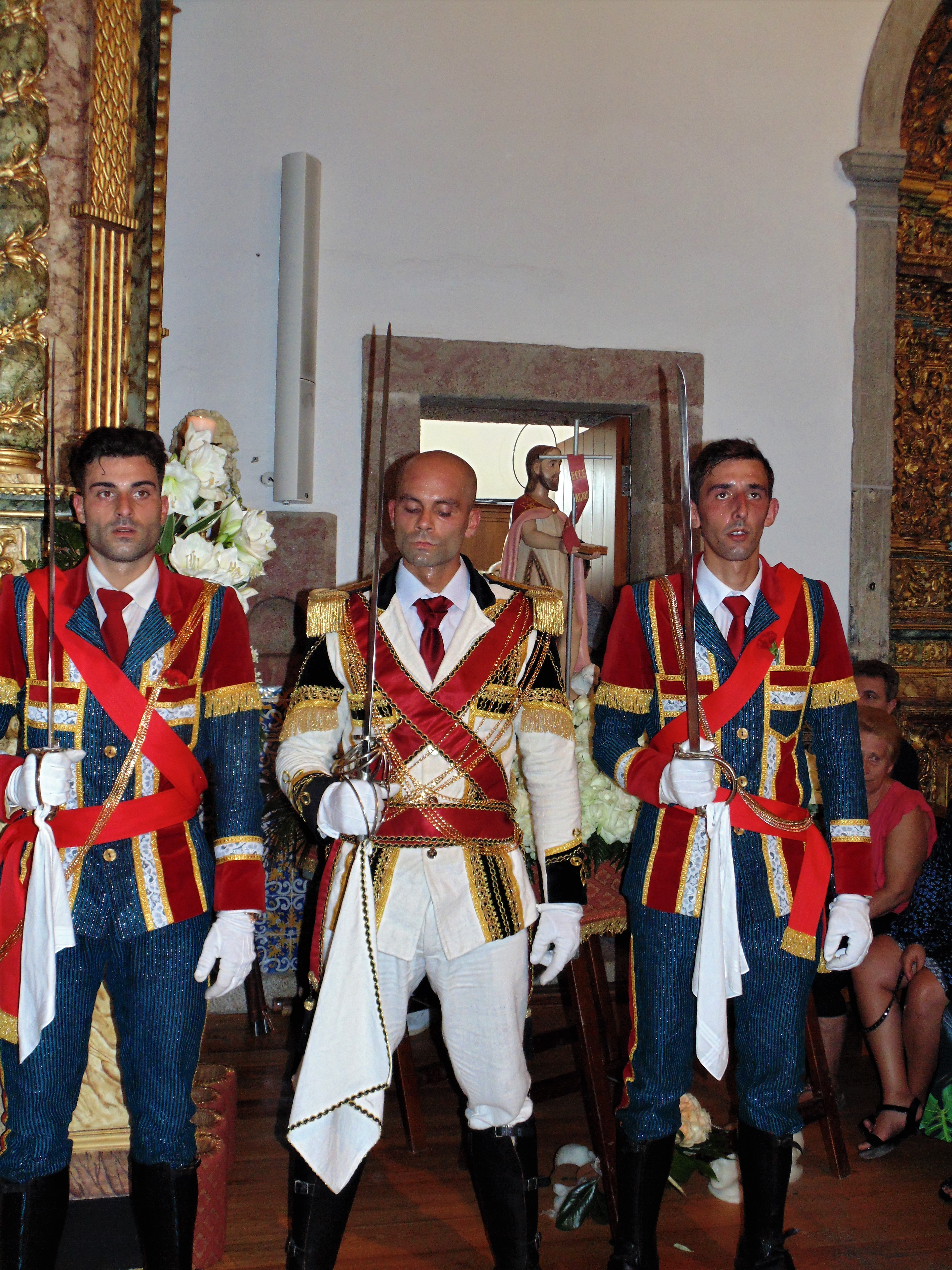
Os Mourisqueiros "roubam" o santo (foto de Nuno King, 2018)

## A Lenda
Conta-se que habitavam na serra de Cucamacuca (actual Serra de Santa Justa) mouros (mourisqueiros), provavelmente na extração do ouro, tendo a filha do Reimoeiro ficado gravemente doente.
O reimoeiro chamou todos os sábios e curandeiros da região para curarem a sua filha, mas em vão. A jovem não melhorava. O líder mourisco começava a impacientar-se, quando ouviu falar de uma tribo cristã que habitava ali perto (em Sobrado) e que tinha uma imagem milagrosa (S. João) — eram os bugios. A imagem já havia noutra ocasião curado a filha do Velho da Bugiada.
O Reimoeiro, em desespero de causa pediu a imagem emprestada aos bugios, que acederem ao pedido.
A princesa moura é curada. O reimoeiro organiza então grandes festas em honra de S. João, mas recusa-se a devolver a imagem aos bugios. Mas a ingratidão do Reimoeiro vai mais longe, em almoço por ele oferecido, em jeito de afronta oferece aos bugios os restos do repasto.
O caldo estava entornado. Os bugios reclamam a imagem como sua, os mouros recusam-se a dá-la. Estala a guerra. São trocadas mensagens entre as duas tribos para se fazer a paz. Nada feito. Os Senhores doutores de Lei (advogados), também intervêm e debatem as leis entre eles. Não chegam a acordo, trocando-se tiros entre os dois palanques (castelos).
O ambiente aquece. O Reimoeiro, farto do impasse em que se tornou a guerra, reúne o exército e toma o palanque cristão (bugio) de assalto prendendo o Velho (líder dos bugios).
Tudo parece perdido, sem a imagem e com o velho preso, a tribo cristã que pecou apenas pela sua generosidade, vê o seu fim perto, às mãos mouras. O líder cristão é levado e só um milagre o poderia salvar a ele e ao seu povo da ruína.
Mas, eis que um reduto de bugios fieis ao rei surge, entre a multidão, trazem algo, uma serpe gigantesca que assusta os mouros (fugindo deixando o Velho da Bugiada para trás). Restitui-se a ordem inicial. Como sempre o bem triunfa.